# Купер, Дейви
Дейви Купер (англ. Davie Cooper 25 февраля 1956, Гамильтон, Ланаркшир — 23 марта 1995, Камбернолд) — шотландский футболист, игрок сборной Шотландия.

## Биография
Купер родился в Гамильтоне и в юности играл за местную команду «Гамильтон Авондейл», одновременно работая подмастерьем печатника у владельцев клуба. Его талант заметили многочисленные клубы высшей лиги как в Шотландии, так и в Англии. В 1974 году Купер подписал контракт с клубом второго дивизиона Шотландии «Клайдбанк», начав свою карьеру профессионального футболиста. Купер продолжал демонстрировать свой потенциал в «Клайдбанке», став лучшим бомбардиром клуба в своем втором полном сезоне, и помог клубу последовательно выйти в лигу в 1975/76 и 1976/77 годах.
В июне 1977 года Купер стал игроком «Рейнджерс», в составе которого отыграл 12 сезонов, выиграв с командой 3 чемпионских титула, 3 Кубка Шотландии и 7 Кубков Шотландской лиги. Всего во всех турнирах Купер сыграл за «Рейнджерс» 540 матчей.
В составе сборной Шотландии играл на чемпионате мира 1986 года, сыграв в двух матчах на турнире. Всего за сборную Шотландии сыграл 22 матча, в которых забил 6 голов.
В 1989 году перешёл в «Мотеруэлл», в котором отыграл четыре сезона. Его последним клубом в карьере и жизни стал «Клайдбанк», во время выступления за который скончался 22 марта 1995 года в возрасте 39 лет от кровоизлияния в мозг.